# Сарабский, Исфар
Исфар Сарабский (полн. Исфар Айдын оглы Рзаев-Сарабский, азерб. İsfar Aydın oğlu Rzayev-Sarabski; 2 ноября 1989, Баку) — азербайджанский пианист, композитор. Победитель конкурса пианистов на «Джазовом фестивале в Монтрё» (2009). Заслуженный артист Азербайджанской Республики (2011), лауреат Государственной премии «Zirva» (2010).

## Биография
Родился 2 ноября 1989 года в столице Азербайджана, городе Баку. Правнук Гусейнкули Сарабского, известного азербайджанского оперного певца, актёра, одного из основоположников восточной оперы. Окончил специализированную музыкальную школу, Бакинскую музыкальную академию. В настоящее время учится в музыкальном колледже Беркли. Выступал на таких престижных концертных площадках мира как «Royal Albert Hall», «Queen Elizabeth Hall», «Miles Davis Hall», Jazz Club «Vibrato», Ronnie Scott’s Jazz Club, Jazz Club «Zinko», «The Konzerthaus», Jazz Club «Asphalt», Jazz Club «Duc des Lombards», Jazz Club «Porgy & Bess», Jazz Club «Bird’s Eye», «Teatre Apollo».
Сарабский выступал на фестивалях в Швейцарии, Норвегии, Франции, России, Грузии; а также на «Jazz Day» в UNESCO «Друзья Хенкока». В 2012-13 году был приглашён фондом джазовых музыкантов Америки на гала-концерты в Нью-Йорке.
В 2011 году создаёт «Трио Исфара Сарабского» с москвичами Александром Машином (drums) и Макаром Новиковым (bass). Трио Исфара Сарабского выступило на многих фестивалях и концертных площадках Америки и Европы. Исфар Сарабский также выступил с Royal Philharmonic Concert Orchestra (Королевский Филармонический Концертный Оркестр), с Оркестром Олега Лундстрема,Royal Philharmonic Concert Orchestraб музыкантами Игорем Бутманом, Терри Лайн Каррингтоном, Аланом Хэмптоном, Самуэлем Рохрэ, Малкольм Крисом, Джеймсом Маддрином и др.
Исфар является автором произведений: «Novruz», «G-Man», «Generation», «Edge», «DejaVu», «Grustniy Vecher», «Last Chance», «Preludiya», «Agent», «Revival», «Eastern Market», «Now I’m Here», «In Transit to New York», «Buta», «Lullaby», «Limping Stranger», «Cobra Dance», «In Memory of V.Mustafazade» и т. д.
18 июля 2009 года Исфар Сарабский стал победителем 43-го Джазового фестиваля в Монтрё, в Швейцарии.

## Музыка
- Isfar Sarabski — In memory of Vagif Mustafazade
- Isfar Sarabski playing «Novruz» at the 2009 Montreux Jazz Festival